# Růžovský vrch
Růžovský vrch (německy Rosenberg) či Růžák, zvaný také Děčínská Fudžijama, je výrazný čedičový masiv a národní přírodní rezervace nacházející se 2,5 km jihovýchodně od obce Růžová v okrese Děčín.  Leží v nejjižnějším výběžku národního parku České Švýcarsko, jehož je také nejvyšším vrcholem.Těleso vrcholu vzniklo jako následek vulkanismu v období třetihor a tvoří výraznou krajinnou dominantu. Na jeho svazích se nalézá zachovalý pralesovitý ekosystém smíšeného lesa, který je významný vysokou diverzitou rostlin, hub i živočichů.
Mezi ohrožené či neobvyklé druhy, které se na lokalitě vyskytují, patří mj. roháček jedlový, střevlík nepravidelný, nosatec Plinthus tischeri, mlok skvrnitý, čolek horský, sýc rousný, lišejníky kališenka modravá a misnička bělohnědá, houby liška Friesova a helmovka dvojvonná a rostliny děrkavka chluponosná, tolita lékařská a meruzalka alpská a další. Růžovský vrch také spadá do I. zóny Národního parku České Švýcarsko.

## Lokalita

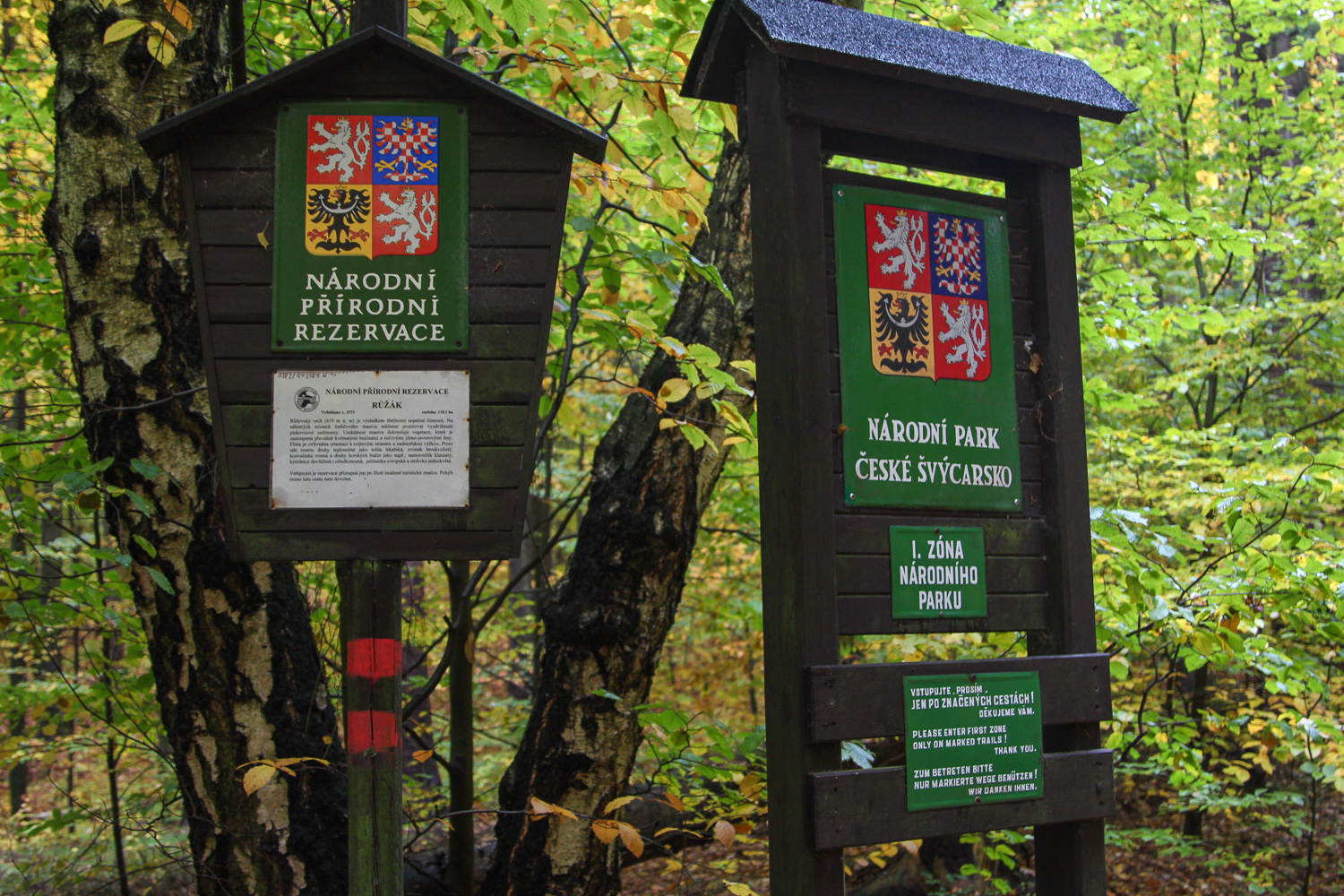
Cedule u hranice národní přírodní rezervace a I. zóny národního parku

Růžovský vrch je výrazný čedičový vrchol kuželovitého tvaru, který se nachází v katastrálních územích obcí Růžová a Srbská Kamenice v okrese Děčín. Svým výrazným tvarem a především převýšením až o 300 m oproti okolnímu terénu tvoří nepřehlédnutelnou krajinnou dominantu oblasti. S výškou 620 m n. m. je Růžovský vrch nejvyšším vrcholem Národního parku České Švýcarsko a v oblasti Českosaského Švýcarska je druhou nejvyšší horou po Děčínském Sněžníku.
Celý vrchol i jeho širší okolí se nachází v několika chráněných územích, které spolu navzájem sousedí či se překrývají. Od vrstevnice 350 m n. m. výše je vrchol chráněn jako národní přírodní rezervace (NPR) Růžák o celkové výměře 92,82 ha (v některých dokumentech bývá uváděno 116 ha). Předmětem ochrany je čedičová dominanta Růžovského vrchu s přirozenými smíšenými porosty. Tatáž část vrcholu je vyhlášena jako I. zóna Národního parku České Švýcarsko, který se dále rozprostírá severozápadně od vrcholu. Na ostatních stranách sousedí NPR Růžák s Chráněnou krajinnou oblastí Labské pískovce. Celý vrch je také součástí větších chráněných území a to Ptačí oblasti Labské pískovce, Evropsky významné lokality České Švýcarsko ze soustavy NATURA 2000 a Chráněné oblasti přirozené akumulace vod (CHOPAV) Severočeská křída.

## Historie

### Mytologie a umění

Růžovský vrch na obraze Noční horská krajina s duhou od malíře Caspara Davida Friedricha

Název vrchu je asi odvozen z keltského slova ros znamenající „mohutný”. Svým výrazným zjevem poutal vrch již odedávna zvědavost obyvatel ze širokého okolí – je pravděpodobné, že sloužil jako pohanské obřadní místo a poutní cíl. Germánské kmeny Markomanů a Hermandurů údajně uctívaly Růžovský vrch jako Ásgard, sídlo bohů. Místní krajina Českosaského Švýcarska a Labských pískovců bývala také objektem zájmu saských a českých umělců zaměřených na krajinomalbu. Růžák je zobrazen například na obrazech Pravčický kužel od Adriana Zingga, na malbě Noční horská krajina s duhou (1810) a pravděpodobně také na obraze Poutník nad mořem mlh (1818) od německého malíře Caspara Davida Friedricha. I dnes je vrchol častým objektem na fotografiích z Českého Švýcarska. Snímek Růžovského vrchu v mlze od fotografa Václava Sojky získal zlatou medaili v soutěži Evropský profesionální fotograf roku 2012.
K vrchu a okolí se také váže řada pověstí či pranostika: „Trägt der Rosenberg eine Hauben, kannst du wohl an Regen glauben.” – volně přeloženo „Nosí-li Růžák klobouk, na déšť se můžeš spolehnout.”, která odkazuje na výrazný věnec oblačnosti, jež se okolo vrcholu někdy tvoří.

### Stavby na vrcholu
Podle některých zmínek prý již ve středověku stávala na vrcholku kopce kaple Panny Marie, která ale byla roku 1326 zničena sesuvem. V době napoleonských válek byla na Růžáku vystavěna roku 1808 věž sloužící jako vojenská pozorovatelna a triangulační věž (někdy se hovoří též o optickém telegrafu).

Až do znárodnění roku 1931 ležel vrchol a většina svahů v bynoveckém panství rodu Clary-Aldringenů, zatímco východní část náležela k českokamenickému panství rodu Kinských. Na úbočí kopce lze dodnes nalézt řadu patníků, které značí hranici obou panství. 

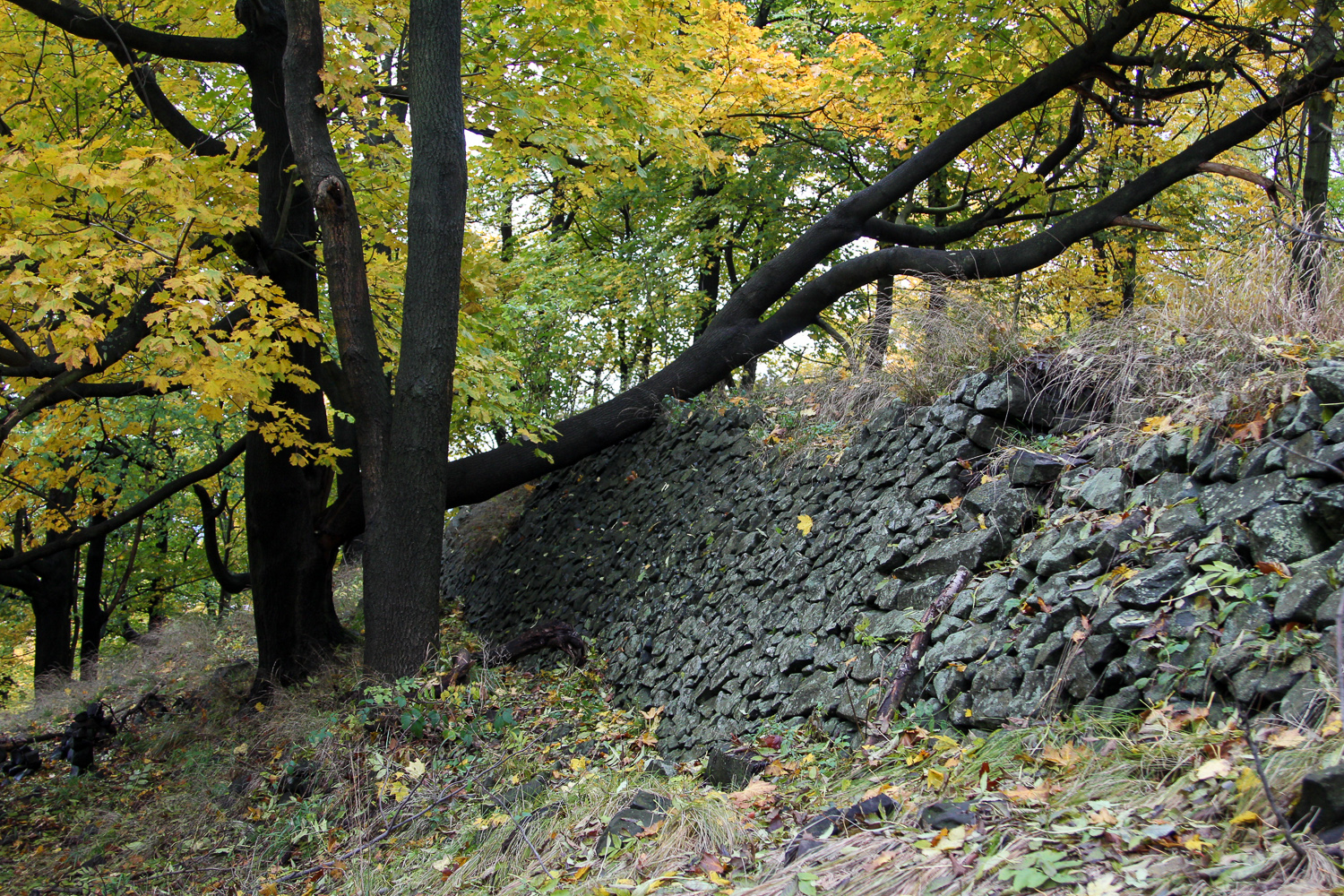
Pozůstatky zdi na vrcholu

 Na počátku 80. let 19. století nechal tehdejší majitel panství Edmund Clary-Aldringen vybudovat u vrcholu 14 m vysokou šestipatrovou dřevěnou rozhlednu s dvoumetrovou kamennou podezdívkou. Rozhledna byla otevřena za účasti místních obyvatel dne 20. května 1881, o rok později přibyl k rozhledně kiosek. Díky zájmu návštěvníků později kiosek nahradil hostinec ve švýcarském stylu s pokoji pro ubytování návštěvníků, jenž byl otevřen 4. května 1890. Budova kiosku nadále sloužila hospodářským účelům.
Poté, co byla první rozhledna v roce 1891 zničena bleskem, byla nahoře vystavěna a dne 4. července 1893 otevřena nová rozhledna, s dřevěným opláštěním, vysoká 24 m. Pro věž bylo vybráno nové místo, asi o 10 metrů výše na kopci, aby byl umožněn lepší výhled na všechny strany. Ani tato věž však neměla dlouhou životnost, protože roku 1903 ji strhla na vichřice přímo na budovu hostince.
Velmi rychle byla postavena a otevřena na jaře příštího roku třetí rozhledna a to z financí syna předchozího majitele, Carlose Clary-Aldringena. Podobala se té první a měřila 18 m, z její plošiny bylo údajně vidět až 20 českých a německých rozhleden. Od počátku první světové války do roku 1925 byly rozhledna i restaurace uzavřeny. V poválečných letech bylo uvažováno o výstavbě nové rozhledny (v pořadí již čtvrté), avšak kvůli obavám z vyvlastnění v důsledku tehdejších politických změn nebyla nakonec stavba uskutečněna. V březnu 1930 byla na popud a vlastní náklady Anny Reichertové, místní hospodyně, provedena obnova věže za částku 11 000 Kč.
Turistické budovy na Růžovském vrchu skončily neslavně – dne 26. srpna 1931 vyhořela dřevěná budova restaurace a věž byla stržena 13. října 1936 kvůli údajně havarijnímu stavu. Dnes jsou na vrcholu patrné pouze zbytky budov a na nejvyšším místě je uprostřed pozůstatků vztyčen dřevěný kříž.

### Cesta a lom

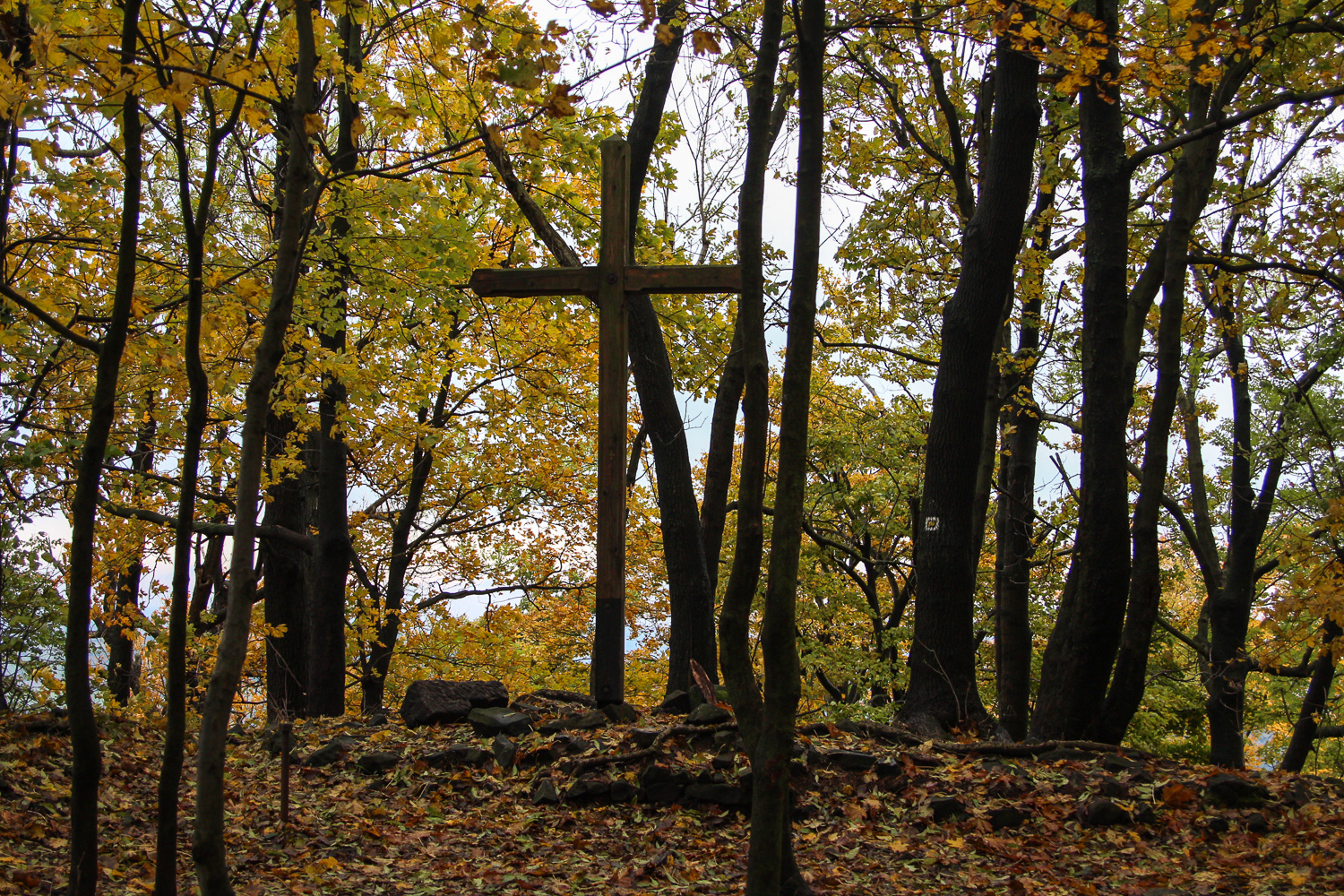
Kříž na vrcholu mezi základy bývalých budov

Rozhledna i hostinec se v dobách své největší slávy těšily velkému zájmu turistů, především z německých zemí – vrchol údajně za rok navštívilo až 10 000 lidí. Proto byla roku 1889 vystavěna cesta, která usnadňovala dopravu zásob, především potravin a piva – cesta tak byla zvána Bierweg (neboli Pivní cesta). I turisté mohli být vyvezeni na vrchol kočárem taženým dvěma bělouši pana Schuberta a to za patřičný obnos 50 korun. Po Bierweg také v letech 1930–1933 zdolali vrchol Emil Richter a Karl Hoffmann na motocyklu značky Premier 500 cm³, vyrobeném v Chebu.
V letech 1924–1946 byl na severním úpatí vrchu v provozu lom na kámen, štěrk a bazanitovou suť s drtičem poháněným lokomobilou. Těžba, která částečně pokračovala až do roku 1974, ovšem nenávratně zničila místní přírodní úkaz vyhledávaný turisty již v 19. století, tzv. ledové jámy (Eislöcher) – místa, kde zůstával ležet až do léta sníh, protože tu díky systému puklin vyvěral z podzemí na povrch velmi studený vzduch. Pozůstatky lomu jsou na úpatí svahu stále pozorovatelné.

### Lesnictví a ochrana přírody
První záznamy o lesních porostech v oblasti Růžáku pocházejí z 15. století, o jejich druhové skladbě ze 17. století. Od roku 1785 probíhalo vysazování modřínu opadavého (Larix decidua), smrku ztepilého (Picea abies) a snižovalo se zastoupení jedle bělokoré (Abies alba). Záznamy z let 1921–1923 hovoří o mniškové kalamitě, která měla značný negativní dopad na zdejší již druhově chudé porosty. Obnova lesa v minulosti probíhala částečně výsevem, později sadbou a z velké části přirozenou obnovou, častá byla toulavá seč. Vzhledem ke strmým svahům Růžovského vrchu se na jeho velké části dochovaly porosty původní či bez velkých změn.
Již v roce 1953 bylo ekologem Janem Čeřovským v jeho diplomové práci navrženo zřízení chráněného území na Růžovském vrchu, společně s návrhem na zřízení velkoplošného chráněného území v oblasti Děčínských stěn. S myšlenkou bilaterálního chráněného území přišel v roce 1963 (v českém překladu v roce 1964) německý spisovatel Reimar Gilsenbach. Snahy o ochranu zdejšího území vyústily roku 1972 vyhlášením Chráněné krajinné oblasti Labské pískovce. Na území CHKO bylo 29. prosince 1973 vyhlášeno několik maloplošných chráněných území, a to Státní přírodní rezervace Růžák a dnešní PR Čabel a PP Nad Dolským mlýnem. Po přijetí zákona o ochraně přírody a krajiny v roce 1992 byl Růžák vyhlášen jako národní přírodní rezervace. V roce 2000 vznikl na části území CHKO Labské pískovce Národní park České Švýcarsko, v jehož první zóně se Růžovský vrch od roku 2002 nachází. V logu národního parku je Růžovský vrch viditelný na pozadí Pravčické brány, což odpovídá pohledu z vyhlídky u brány.

## Přírodní poměry

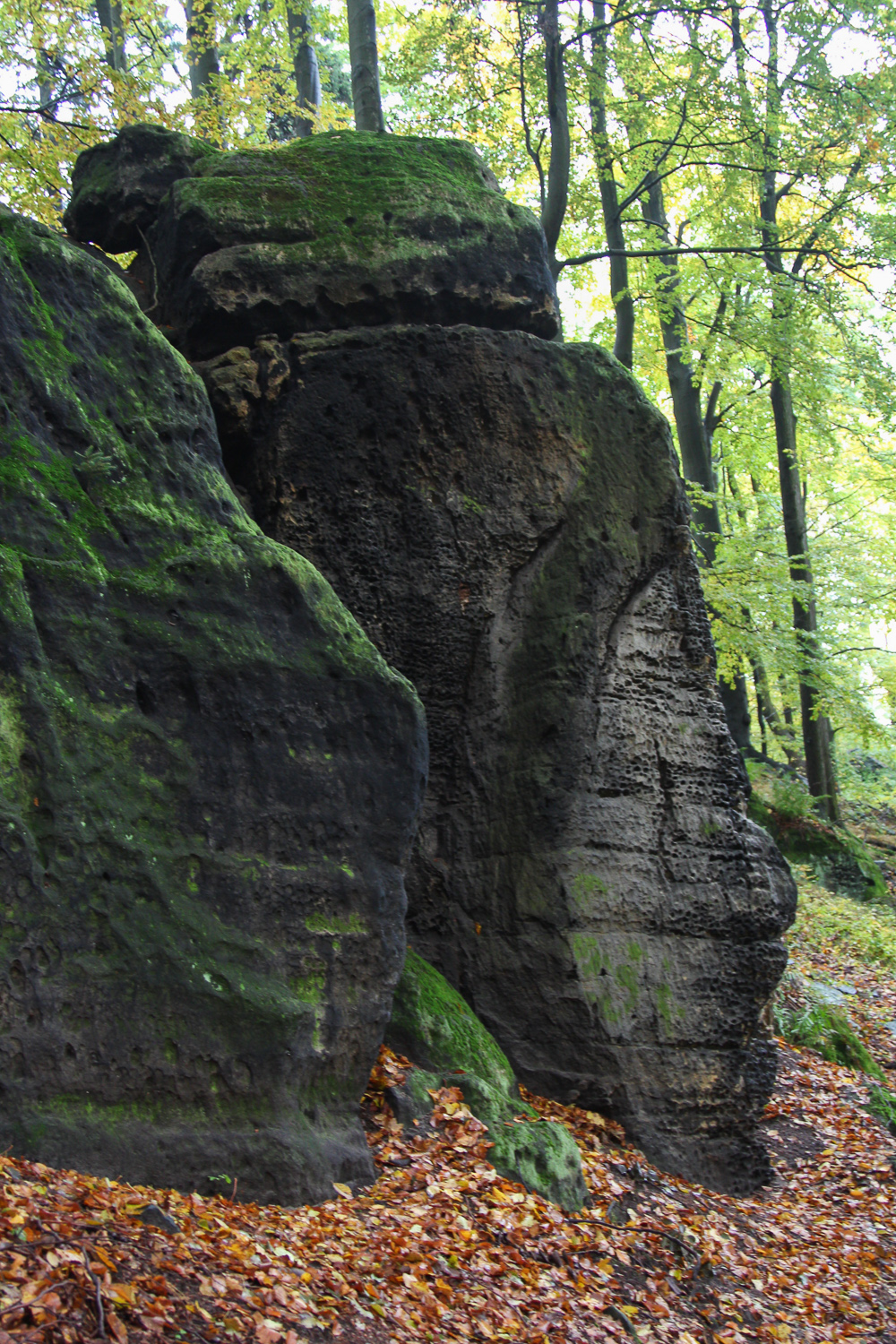
Pískovcový skalní výchoz pod vrcholem Růžáku

### Geomorfologie a geologie
Z geomorfologického hlediska je vrch součástí geomorfologického celku Děčínská vrchovina, podcelku Děčínské stěny, okrsku Růžovská vrchovina a podokrsku Arnoltická vrchovina, jejíž je samostatnou geomorfologickou částí.
V dobách zvýšené sopečné činnosti v třetihorách prorazilo žhavé magma vrstvu druhohorních pískovců a ztuhlo v horních, méně stabilních sedimentech. Podloží Růžáku a širšího okolí je tvořeno druhohorními sedimenty české křídové pánve, jimiž jsou kvádrové křemenné pískovce středního turonu až coniaku. Během třetihor probíhala na celém území Českého masivu intenzivní vulkanická činnost – Růžovský vrch je výjimečně zachovanou ukázkou třetihorní vulkanické elevace. Vrchol je tvořen žilným tělesem (peň vulkanitu) nefelinického bazanitu (varianta čediče s vysokým obsahem olivínu), který během miocénu pronikl podložními pískovci. Sloupcová odlučnost bazanitu je dobře patrná na skalních výchozech. Svahy vrcholu jsou pokryty čtvrtohorním zvětralinovým pláštěm, který je patrný obzvláště v místech bez vzrostlé vegetace – tzv. suťová pole neboli kamenná moře. Původní druhohorní středně- a hrubozrnné pískovce jizerského souvrství se dochovaly v podobě skalních výchozů na jihozápadním, jižním a východním svahu okolo vrstevnic 480–500 m n. m., místy se vyskytují i zvětralé slínovce teplického souvrství.

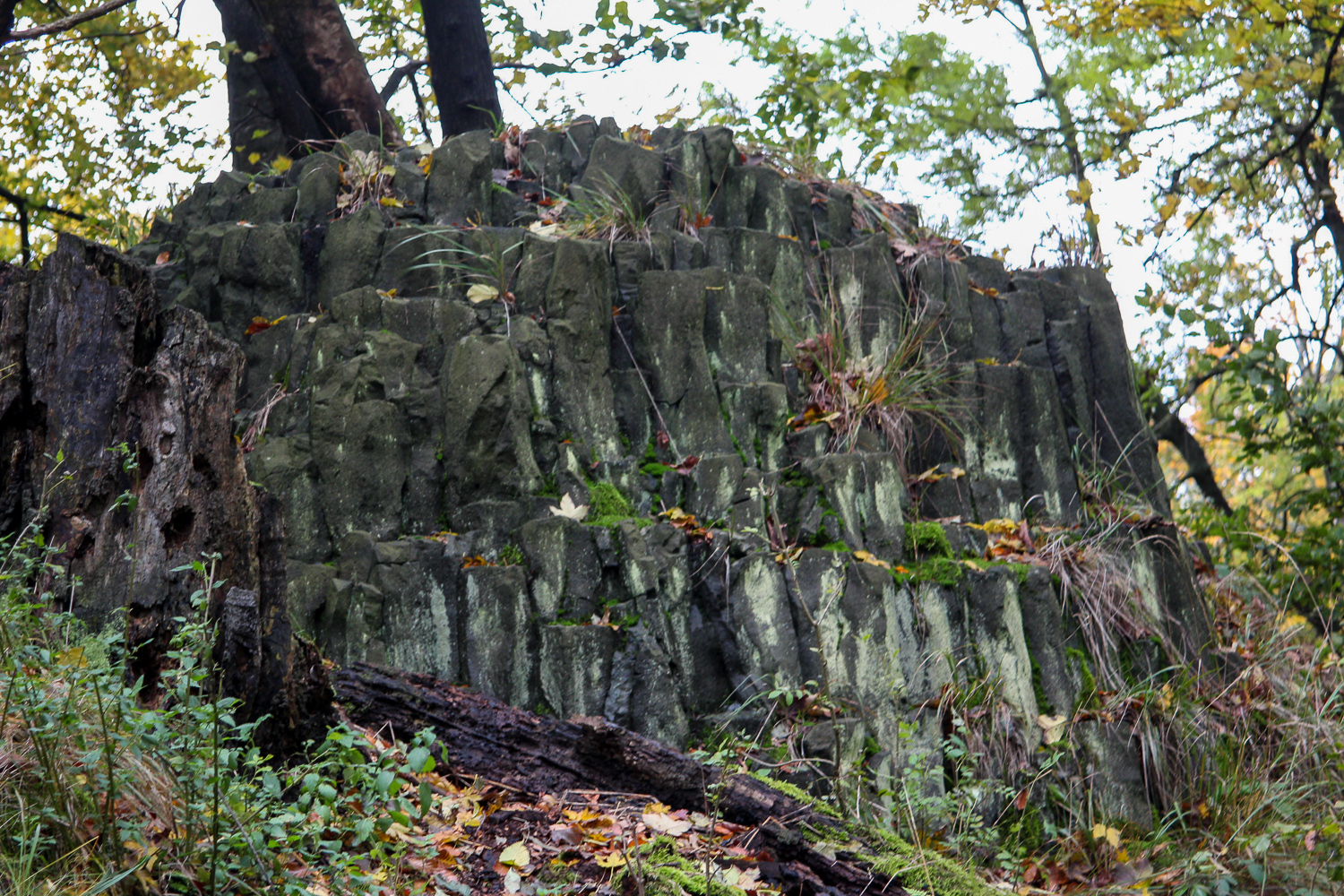
Sloupcová odlučnost na čedičové skalce blízko vrcholu

Na úpatí svahu se nachází několik míst s výdechy studeného a teplého vzduchu z podzemí. Výdechy teplého vzduchu – ventaroly – na jižním svahu byly objeveny během zimy 2006, přičemž teplota v nich převyšovala teplotu okolí až o 13 °C. Výdechy studeného vzduchu byly známy už z minulosti, protože v jejich okolí zůstával sníh ležet až do léta – podle toho byla taková místa nazývána ledové jámy (Eislöcher). Nejvýraznější z nich se ovšem nacházely na místě pozdějšího kamenolomu na severním úpatí a při těžbě bazanitové suti byly tyto výdechy zničeny. Těžba zde pokračovala až do roku 1973, kdy byla zakázána, kvůli nebezpečí narušení stability celé lomové stěny. Občas zde a na suťových polích vlivem povětrnostních podmínek či pohybu zvěře dochází k pohybům a sesuvům materiálu, ale jako celek je Růžovský vrch geologicky stabilní.

### Flora
Na výskyt rostlinných druhů má kromě klimatických a povětrnostních podmínek významný vliv také typ geologického podkladu a od něj odvozená kvalita půd. Většina půd je kamenitá, ve vrcholové části a na většině svahů se zásaditým charakterem, kde je bohaté bylinné patro. Ve spodní části vrchu se projevují na živiny chudší půdy na pískovcovém podloží. Kamenná moře, která jsou chudá na cévnaté rostliny, naopak poskytují vhodné podmínky pro výskyt mechorostů a lišejníků. Druhová skladba povětšinou odpovídá přirozené skladbě, s výjimkou chybějící jedle bělokoré (Abies alba) a nízkého zastoupení jilmu horského (Ulmus glabra), jehož populace byla v minulosti silně postižena grafiózou (Ophiostoma ulmi). Od roku 2007 slouží lokalita jako regionální genová základna pro populace buku lesního (Fagus sylvatica) a javoru klenu (Acer pseudoplatanus).

#### Cévnaté rostliny

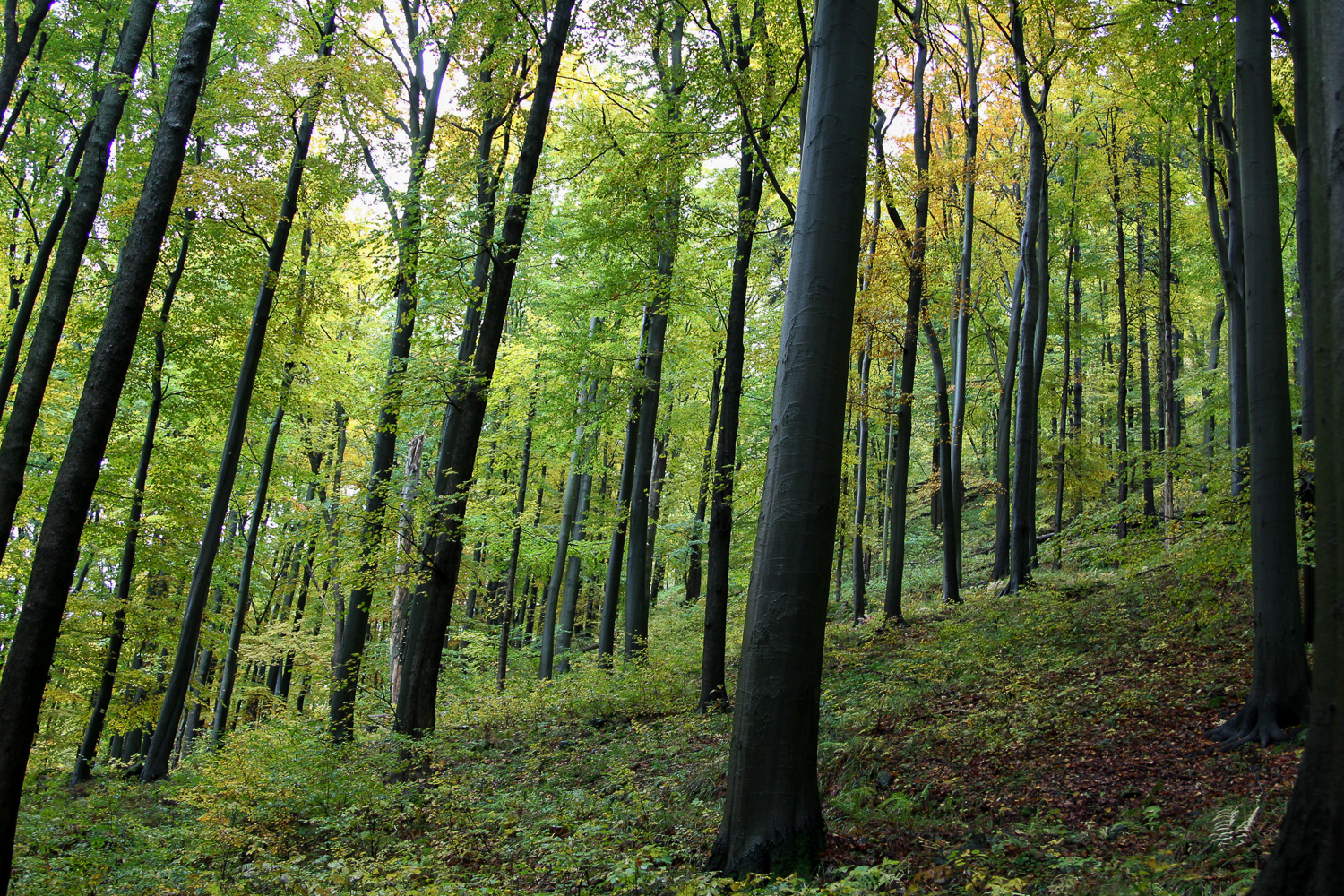
Květnatá bučina na svahu Růžovského vrchu

Až 60 % území rezervace zaujímá submontánní suťový les (sv. Tilio-Acerion) na strmých kamenitých svazích a v okolí kamenných moří. V jeho stromovém patře je zastoupen javor klen (Acer pseudoplatanus), javor mléč (A. platanoides), jilm horský (Ulmus glabra) a v menší míře lípa velkolistá (Tilia platyphyllos), l. srdčitá (T. cordata), jasan ztepilý (Fraxinus excelsior) a buk lesní (Fagus sylvatica). V bylinném patře je dominantní strdivka jednokvětá (Melica uniflora), kyčelnice devítilistá (Dentaria enneaphyllos), k. cibulkonosná (D. bulbifera), hrachor jarní (Lathyrus vernus), svízel vonný (Galium odoratum), ječmenka evropská (Hordelymus europaeus), mléčka zední (Mycelis muralis), pitulník horský (Galeobdolon montanum), dále nitrofilní druhy jako netýkavka nedůtklivá (Impatiens noli-tangere), kakost smrdutý (Geranium robertianum) a z kapradin kapraď samec (Dryopteris filix-mas), papratka samičí (Athyrium filix-femina), bukovník kapraďovitý (Gymnocarpium dryopteris) a vzácně též nehojná kapradina laločnatá (Polystichum aculeatum).
Druhým nejhojnějším biotopem je se třiceti procenty květnatá bučina asociace Melico-Fagetum na mírnějších svazích v nižších výškách, kde ve stromovém patře převládá buk lesní (Fagus sylvatica) a bylinné patro je zastoupeno podobně jako u submontánního suťového lesa ovšem bez nitrofilních rostlin a kapradin.

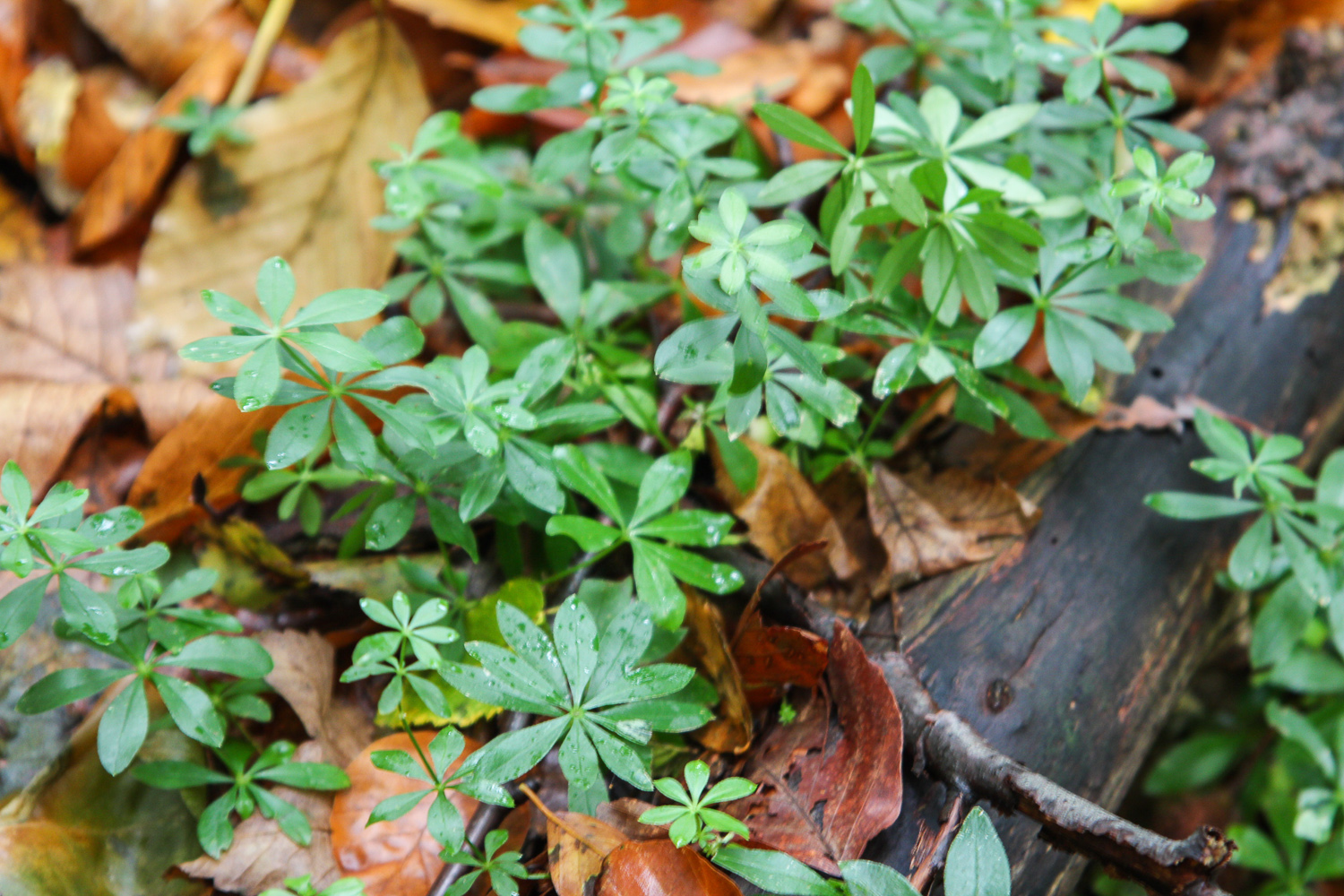
Svízel vonný (Galium odoratum) na lokalitě

Další biotopy se vyskytují spíše okrajově (dohromady pokrývají 10 % rozlohy rezervace); jsou to acidofilní bučiny (as. Luzulo-Fagetum, 5 %) bezlesé sutě (2 %) a po jednom procentu květnaté bučiny asociace Festuco-Fagetum, skalní bory (Dicrano-Pinetum) a na vrcholu bučina s třtinou rákosovitou (as. Calamagrostio arundinaceae-Fagetum). Kromě výše zmíněných druhů se v těchto společenstvích vyskytují metlička křivolaká (Avenella flexuosa), bika bělavá (Luzula luzuloides), jestřábník zední (Hieracium murorum), plicník tmavý (Pulmonaria obscura), zvonek broskvolistý (Campanula persicifolia), silenka nicí (Silene nutans), kostřava lesní (Festuca altissima), brusnice borůvka (Vaccinium myrtillus), borovice lesní (Pinus sylvestris) a třtina rákosovitá (Calamagrostis arundinacea). Na vlhčích místech lze nalézt i rozrazil horský (Veronica montana), mokrýš střídavolistý (Chrysosplenium alternifolium), m. vstřícnolistý (Ch. oppositifolium) a ostřici řídkoklasou (Carex remota).
Druhy, které se jinde na území NP nevyskytují, jsou tolita lékařská (Vincetoxicum hirundinaria) a meruzalka alpská (Ribes alpinum), oba na suťových polích či v jejich blízkosti.
Na vrcholu na místě bývalé restaurace se vyskytoval zavlečený zlatobýl kanadský (Solidago canadensis), který je v rámci péče o NPR likvidován, a v roce 2007 již nebyl jeho výskyt zaznamenán. Místy se vyskytuje též nepůvodní modřín opadavý (Larix decidua), s jehož likvidací se také do budoucna počítá.

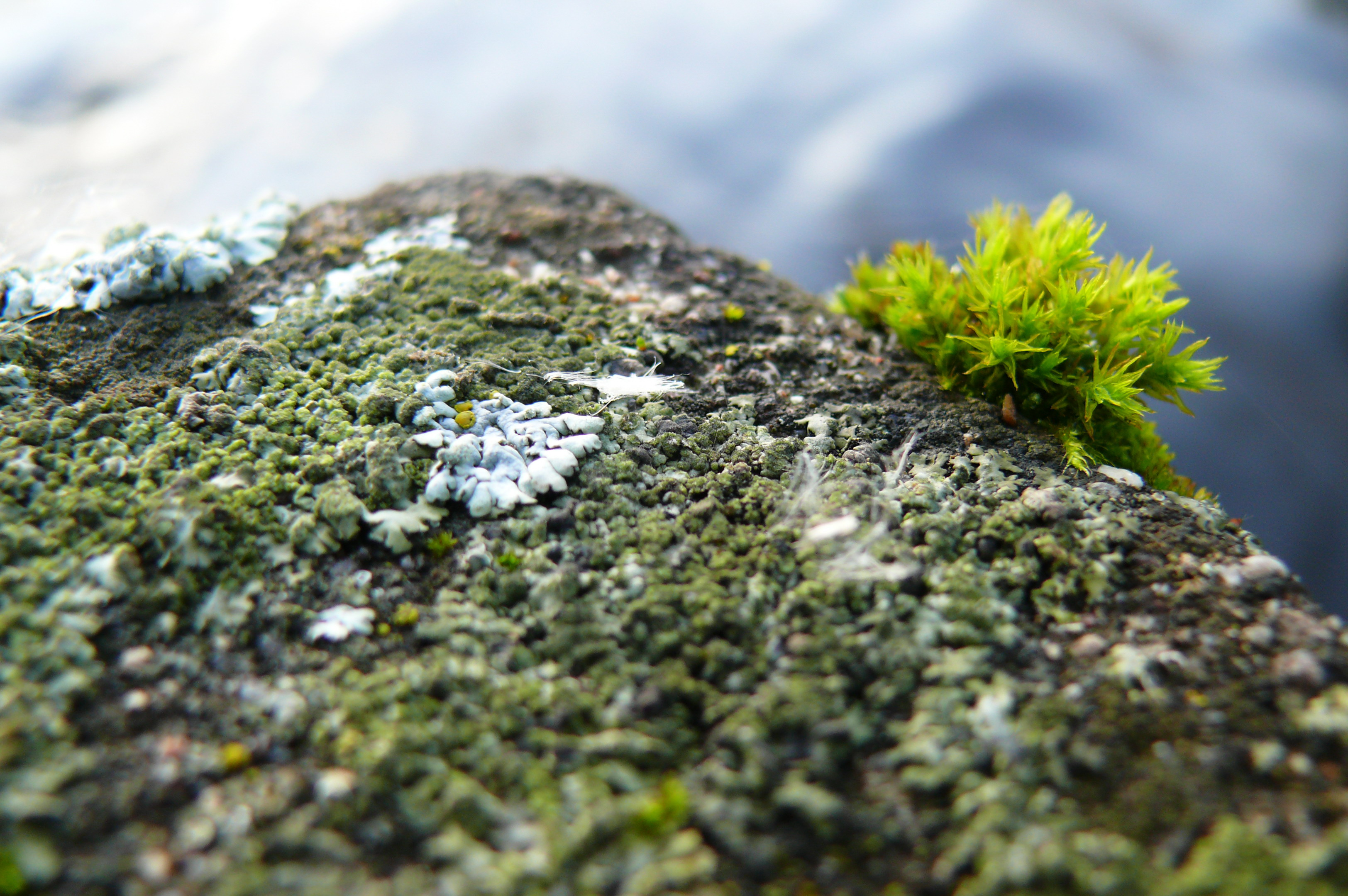
Šurpek úhledný (Orthotrichum speciosum), mechorost citlivý na kvalitu ovzduší

#### Mechorosty
Stejně jako lišejníky se mechorosty na Růžovském vrchu vyskytují převážně na suťových polích, a to druhy zoubkočepka kosmatá (Racomitrium lanuginosum), z. svazčitá (R. fasciculare), z. různořadá (R. heterostichum) a štěrbovka skalní (Andrea rupestris). Zajímavým nálezem, v rámci severních Čech spíše ojedinělým, je epifytický mech šurpek úhledný (Orthotrichum speciosum), který je citlivý ke znečištění ovzduší. Vyskytuje se zde i druh děrkavka chluponosná (Grimmia trichophylla), jenž je zařazen na Červeném seznamu mechorostů ČR.

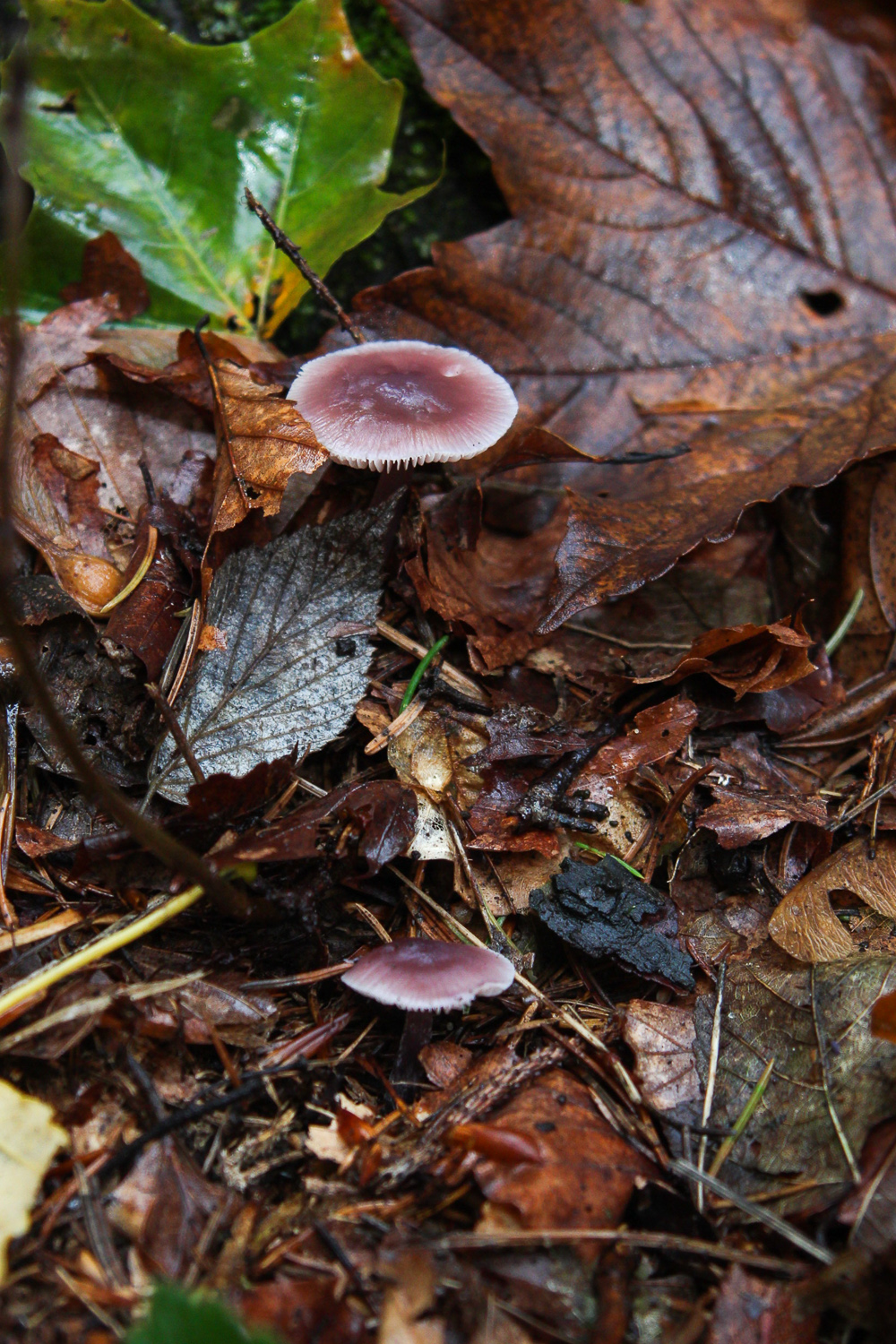
Vzácná helmovka dvojvonná (Mycena diosma) na lokalitě

### Houby
V rámci NP patří NPR Růžák mezi nejbohatší lokality, pokud jde o diverzitu hub. Jsou tu druhy listnatých teplých lesů jako např. holubinka sluneční (Russula solaris), hvězdovka trojitá (Geastrum triplex), pevník plstnatý (Stereum subtomentosum), čirůvka prstenitá (Tricholoma batschii), liška kadeřavá (Pseudocraterellus sinuosus), ryzec žlutohnědý (Lactarius fulvissimus) nebo bedla Grangeova (Lepiota grangei). Díky vysoké diverzitě místních listnatých lesů jsou bohatá i zdejší společenstva dalších vřeckovýtrusných hub.
Ze vzácných druhů se zde vyskytují širokoterčka Pouzarova (Lopadostoma pouzarii), ježatec různozubý (Creolophus cirrhatus) a dále k zákonné ochraně navržené liška Friesova (Cantharellus friesii) a helmovka dvojvonná (Mycena diosma).
Čtyři druhy lignikolních pyrenomycetů zde byly nalezeny poprvé v rámci ČR, a to Capronia svrcekiana, Ceratosphaeria rhenana, Crassochaeta fusispora a Nitschkia parasitans.

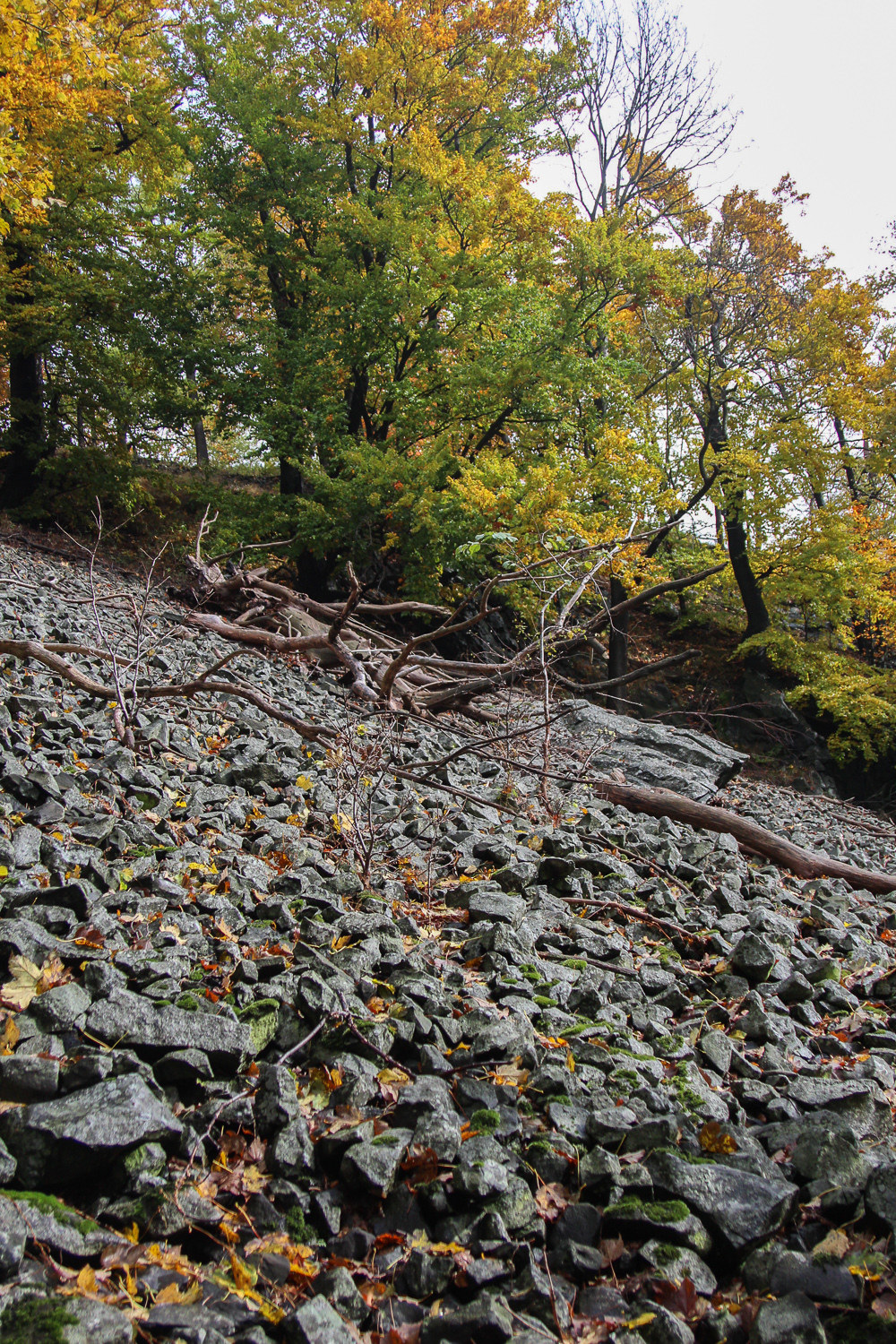
Suťové pole na Růžovském vrchu je biotopem mnoha druhů bezobratlých a lišejníků

#### Lišejníky
Kamenná moře na svazích Růžovského vrchu představují vhodný biotop pro lišejníky a celkově se jedná o lokalitu svým významem překračující rámec NP. Během lichenologického průzkumu bylo v NPR Růžák nalezeno 72 druhů lišejníků, z toho dva druhy, Vezdaea cobria a Lepraria elobata, zde byly nalezeny poprvé v rámci ČR. Lišejníky drobnovýtruska hnědavá (Acarospora fuscata), buelie stélková (Buellia aethalea), šálečka hnědočerná (Lecidea fuscoatra), šálečka plochá (Lecidea plana), mapovník zeměpisný (Rhizocarpon geographicum) a m. mnohoplodý (R. polycarpum) jsou charakteristické pro čedičové sutě.
Z ohrožených druhů zde byly nalezeny kališenka modravá (Calicium glaucellum) a misnička bělohnědá (Miriquidica leucophaea). Mezi zajímavé nálezy patří i montánní až alpinské druhy Lecidea lactea, prášenka Jackova (Lepraria jackii) a subatlantský druh dutohlávka mnohoprstá (Cladonia polydactyla).

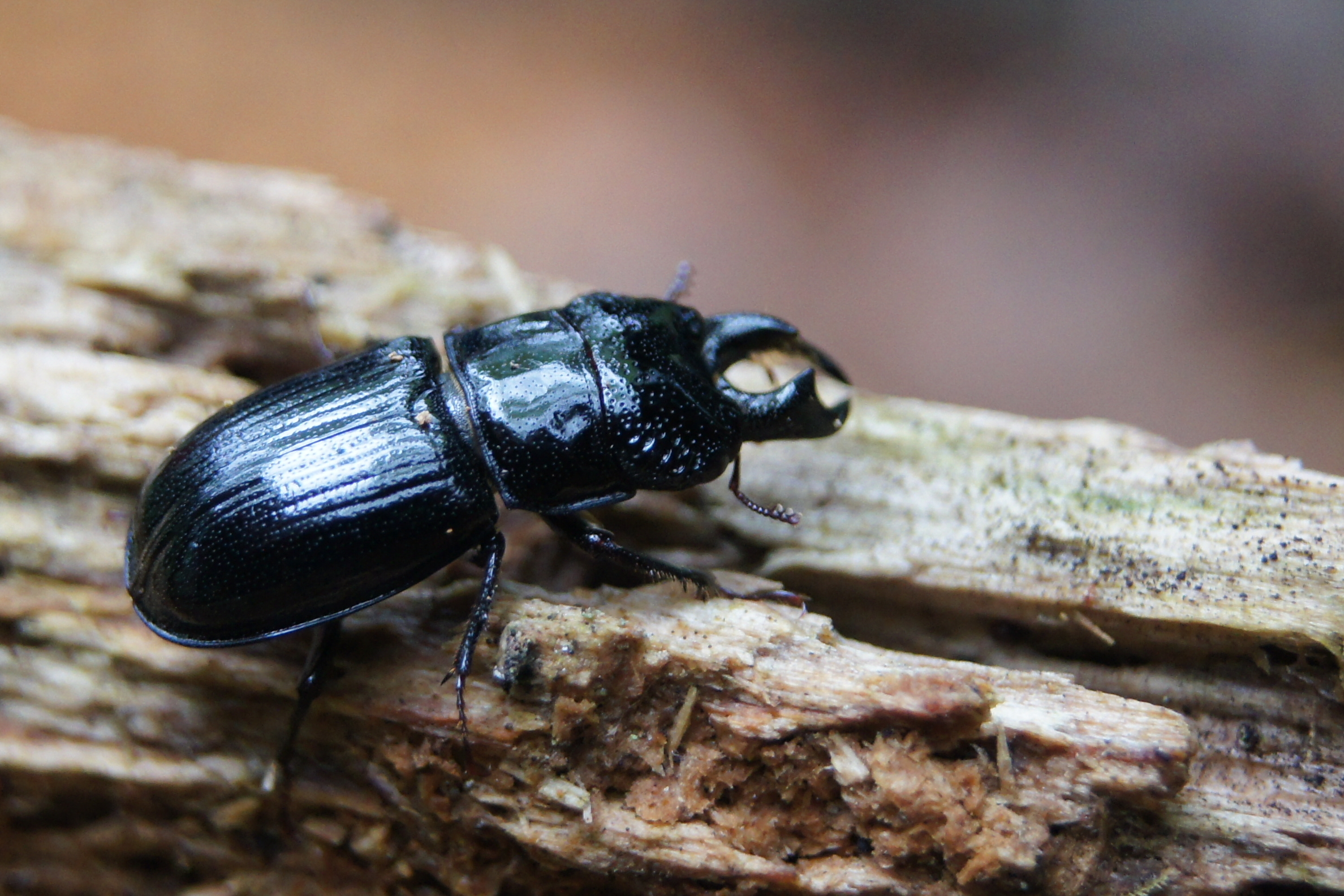
Kriticky ohrožený roháček jedlový (Ceruchus chrysomelinus)

### Fauna

#### Bezobratlí
Růžovský vrch je pozoruhodný vysokou diverzitou bezobratlých živočichů, včetně několika ohrožených druhů a druhů vyskytujících se obvykle na jiných stanovištích. Jsou zde druhy typické spíše pro vyšší nadmořské polohy, jako je mandelinka Chrysolina rufa squalida, nosatec Notaris aterrimus, páteříčci Podabrus alpinus a Malthodes guttifer a glaciální relikt, nosatec Plinthus tischeri. Na místní suťové ekosystémy se váže výskyt vzácných druhů, jimiž jsou vousáč Leistus montanus kultianus, studenomilný střevlíček Pterostichus negligens, lanýžovník Choleva lederiana či drabčík Stenus glacialis.
Naopak teplomilnějšími druhy na Růžovském vrchu jsou vzácní brouci tesařík Oplosia cinerea, stehenáč Oedemera femorata a saranče Chorthippus pullus. Některé druhy indikují kvalitu a stálost místního lesa; patří mezi ně kriticky ohrožený roháček jedlový (Ceruchus chrysomelinus), ohrožený střevlík nepravidelný (Carabus irregularis), střevlík polní (Carabus arvensis), větevníček Platyrhinus resinosus, mandelinka Chrysolina umbratilis, dřepčík kulovitý (Apteropeda globosa), vzácný stehenáč Ischnomera cinerascens a nosatci Ruteria hypocrita, Acalles camelus, A. boehmei, A. commutatus.
Při lepidopterologickém průzkumu v roce 2002 zde bylo nalezeno celkem 437 druhů motýlů. K nim patří mj. celoevropsky vzácný mol Eudarcia pagenstecherella, jehož housenky se živí lišejníky rostoucími na skalách. Nepříliš hojní motýli jsou též píďalka síťkovaná (Eustroma reticulatum) a vrbkovníček Mompha terminella.

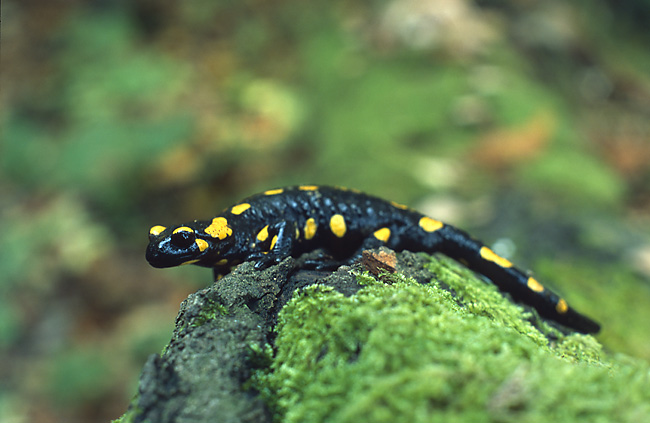
Mlok skvrnitý (Salamandra salamandra)

#### Obratlovci
Ze silně ohrožených obojživelníků zde žije v počtu několika málo jedinců mlok skvrnitý (Salamandra salamandra) a čolek horský (Triturus alpestris), z plazů poměrně běžná ještěrka živorodá (Lacerta vivipara). Hnízdí zde silně ohrožený sýc rousný (Aegolius funereus) a další ptáci jako datel černý (Dryocopus martius), žluna šedá (Picus canus), šoupálek krátkoprstý (Certhia brachydactyla), holub doupňák (Columba oenas), sýkora babka (Parus palustris), rehek zahradní (Phoenicurus phoenicurus) a lejsek černohlavý (Ficedula hypoleuca).
Z běžnějších druhů savců se zde vyskytuje veverka obecná (Sciurus vulgaris), plch velký (Myoxus glis), prase divoké (Sus scrofa), srnec obecný (Capreolus capreolus) a jelen evropský (Cervus elaphus).

## Péče o území

### Plán péče
Území národní přírodní rezervace je pod správou Národního parku České Švýcarsko a řídí se plány péče pro obě chráněná území. K ochraně živočichů jsou především zachovávány drobné vodní plochy pro čolka horského (Triturus alpestris) a pro vývoj bezobratlých, jako např. kriticky ohroženého roháčka jedlového (Ceruchus chrysomelinus) či ohroženého střevlíka nepravidelného (Carabus irregularis), je ponechávána na místě mrtvá dřevní hmota.

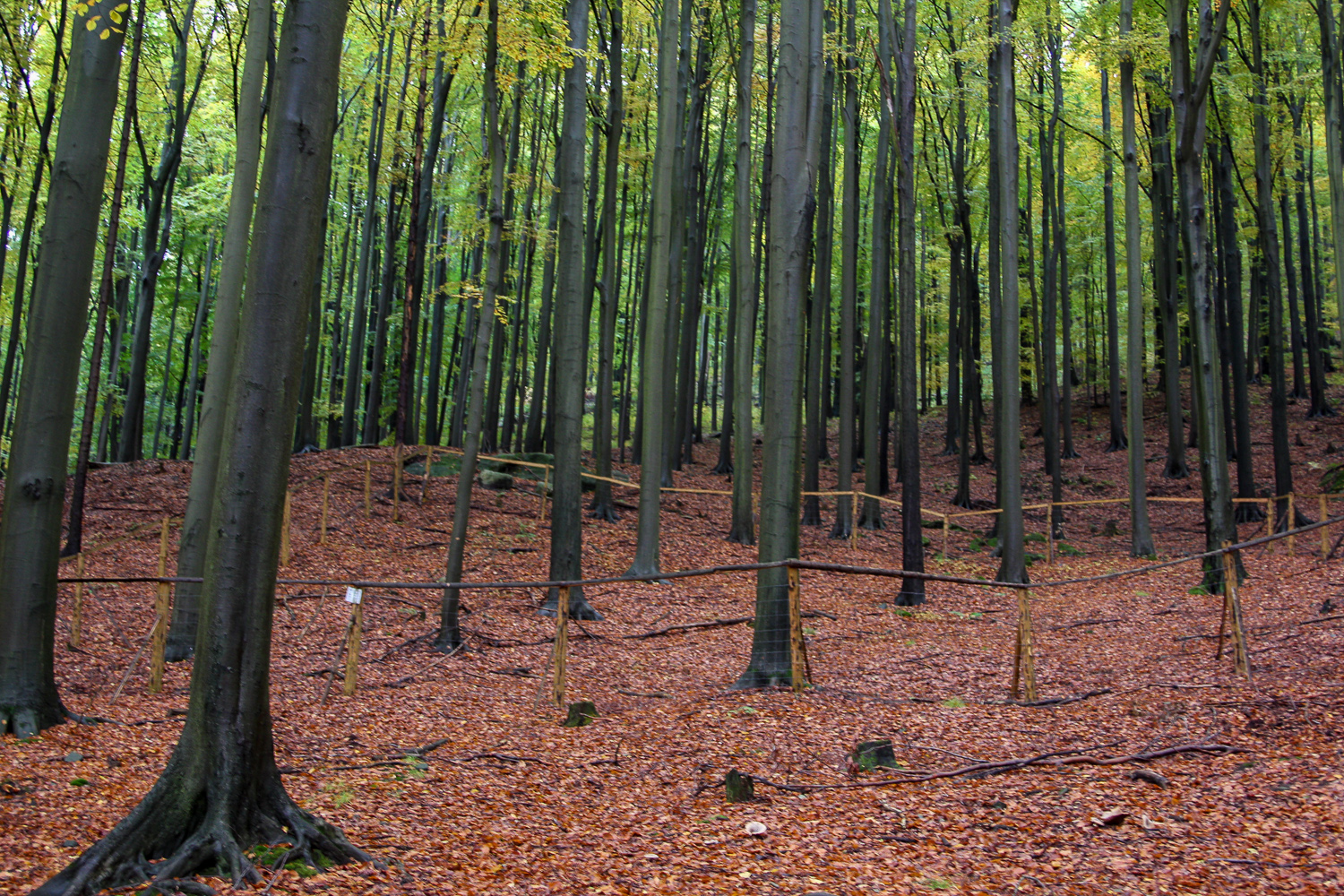
Biomonitorovací plocha v acidofilní bučině na úpatí vrchu

Díky příkrým svahům a relativní nedostupnosti území je dochovaná druhová skladba blízká přírodní skladbě. Dosazována je především chybějící jedle bělokorá (Abies alba) a málo zastoupený jilm horský (Ulmus glabra), odstraňován je nepůvodní modřín opadavý (Larix decidua), zlatobýl kanadský (Solidago canadensis) a douglaska (Pseudotsuga sp.). Lokalita též od roku 2007 slouží jako regionální genová základna pro populaci buku lesního (Fagus sylvatica) a javoru klenu (Acer pseudoplatanus). V horizontu deseti let od roku 2007 se počítá s přenecháním většiny území samovolnému vývoji, kromě části přímo sousedící s pozemky jiného vlastníka, na nichž je porost s vysokým podílem smrku ztepilého (Picea abies).
V lokalitě se projevuje běžné zatížení turistickým ruchem například ve formě vytváření erozních rýh či nadměrným výskytem synantropních rostlin, jako je kopřiva dvoudomá (Urtica dioica). Do budoucna se počítá pouze s nezbytnými úpravami v okolí stávajících turistických stezek (např. prořez padlých kmenů) a případnou obnovou značení a informačních tabulí.

### Myslivost
Ačkoliv se Růžovský vrch nachází v národním parku, kde výkon práva myslivosti zajišťuje Správa NP, byl vzhledem k nekompaktnosti území parku přičleněn k honitbě Lesní správy Děčín. Limity a podmínky výkonu práva myslivosti na území NPR jsou ovšem stanoveny Správou NP. Vysoké stavy jelení a srnčí zvěře okusující mladé stromky neumožňují dostatečné zmlazení porostů, ale v souvislosti s mysliveckým hospodařením se situace v posledních letech zlepšuje.

### Výzkum
V NPR probíhá sledování vývoje lesních společenstev a to na čtyřech biomonitorovacích plochách. Jedna dvojice ploch (oplocená a neoplocená) sleduje vývoj v submontánním suťovém lese na svahu severozápadním, druhá dvojice ploch je v acidofilní bučině na severním svahu. Růžovský vrch je vzhledem ke svému charakteru také objektem specifických výzkumů, zaměřených především na inventarizaci a popis místních druhů. Jde o výzkumy lichenologické, mykologické, lepidopterologické, entomologické, floristické aj.

## Turismus

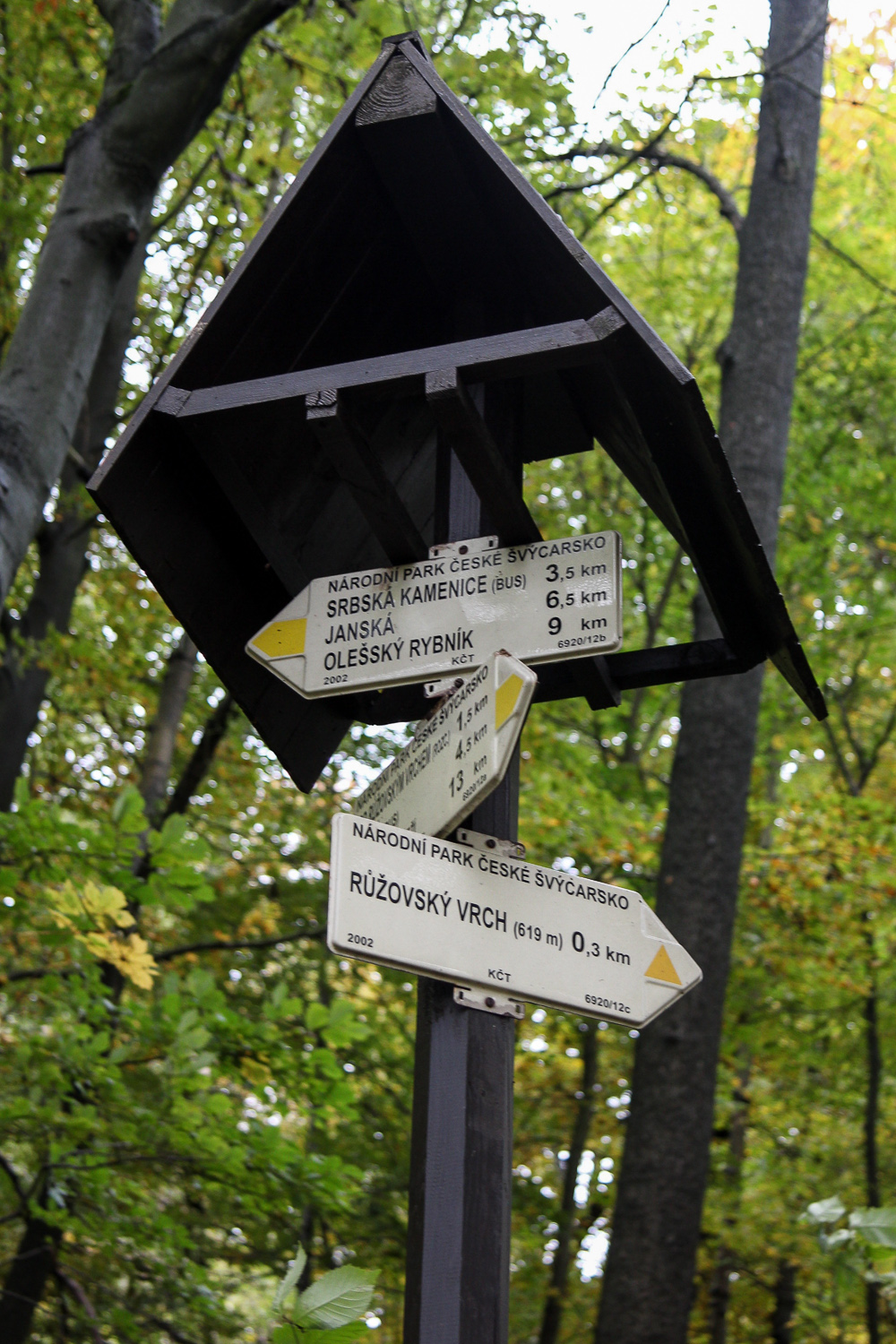
Rozcestník u vrcholu

Na vrchol lze dojít po žluté turistické stezce z Růžové (4,5 km), Srbské Kamenice (3,3 km) nebo Kamenické stráně (3,6 km). Z Růžové vede souběžně se žlutou turistickou značkou k úpatí kopce naučná stezka Růžová, která dále pokračuje k linii opevnění z roku 1938, Dolskému Mlýnu a přes Kamenickou Stráň se vrací do Růžové. Kvůli své geologické a botanické ojedinělosti v rámci NP je Růžovský vrch také cílem zaměřených exkurzí pro veřejnost, které pořádá Správa NP České Švýcarsko.
Rozhledu z vrcholku sice zabraňuje lesnatý porost, ale na několika místech stezky jsou úseky, odkud je výhled lepší. Na vrcholu se nacházejí pozůstatky budov hostince a rozhledny. Na nejvyšším místě je umístěn dřevěný kříž a o něco níže stojí informační cedule s vrcholovou knihou. Vzhledem k tomu, že většina Růžovského vrchu je chráněna jako první zóna Národního parku České Švýcarsko a zároveň národní přírodní rezervace, není pohyb mimo značené trasy povolen.